# Рябов, Анатолий Яковлевич
Анато́лий Я́ковлевич Ря́бов (р. 18 января 1946, Москва) — советский и российский пианист, педагог.  Заслуженный деятель искусств Российской Федерации (2004), Заслуженный артист Киргизской ССР. Профессор.

## Биография
В 1964 — окончил Центральную музыкальную школу в Москве (по классу Е. П. Ховен).
В 1971 — окончил Московскую государственной консерваторию, в 1976 — ассистентуру-стажировку (по классу Е. В. Малинина).
В 1971—1988 преподавал в Киргизском государственном институте искусств (с 1973 года — заведующий кафедрой специального фортепиано, с 1986 — доцент).
В качестве солиста «Союз-концерта» гастролировал в Северной Корее, Республике Корея, Германии, Финляндии и др. Выступал также в ансамбле с Булатом Минжилкиевым.
В 1988—2010 преподавал в Центральной музыкальной школе (в 1991—2002 заместитель директора по производственному обучению (музпредметы), в 2002—2003 художественный руководитель ЦМШ).
По совместительству преподавал в Московской государственной консерватории им. П. И. Чайковского, также — профессор кафедры специального фортепиано и органа Государственного музыкально-педагогического института им. М. М. Ипполитова-Иванова и Государственной классической Академии им. Маймонида.
Среди учеников А. Рябова более 70 лауреатов и дипломантов международных конкурсов.

## Дело о педофилии
14 января 2011 года Анатолий Рябов был арестован. Поводом послужило заявление, поданное в прокуратуру матерью одной из учениц преподавателя о совершении в отношении её дочери действий сексуального характера. По данному факту было возбуждено уголовное дело по пункту «б» части 4 ст. 132 УК РФ, по которому предусмотрено наказание нас срок до 20 лет лишения свободы. Своё 65-летие (18 января 2011 года) Анатолий Рябов провёл в СИЗО. 26 января был внесён залог в размере 1,5 млн рублей и преподаватель был выпущен на свободу. Коллегия присяжных заседателей Мосгорсуда 27 апреля 2012 года единогласно вынесла оправдательный вердикт по этому делу, по всем вменявшимся обвиняемому эпизодам. Заседания по делу проходили в закрытом режиме, поскольку предполагаемые потерпевшие были несовершеннолетними.
Защитником Рябова выступал адвокат Михаил Тер-Саркисов.

## Опубликованные работы

### Книги в соавторстве
- Рябов А. Я., Склютовский А. Д. «Киргизская фортепианная музыка: Методические заметки». Фрунзе: Мектеп, 1982. — 48 с.
- Бурштин М. Г., Надыршина К. Л., Склютовский А. Д., Цокуренко П. А., Кузнецов Ю. Б., Рябов А. Я. «Очерки о киргизской фортепианной музыке для студентов муз. училища и вузов». Фрунзе: Мектеп, 1984. — 83 с.

### Статьи
- Рябов А. Я. «Об исполнении фортепианных произведений киргизских композиторов». — В сб.: Очерки о киргизской фортепианной музыке. Фрунзе: Мектеп, 1984.

## Почётные звания и награды
- Заслуженный деятель искусств Российской Федерации (18 ноября 2004 года) — за заслуги в области искусства[1].
- Заслуженный артист Киргизской ССР.

## Известные ученики А. Рябова
Чистякова Галина, Чистякова Ирина, Стекольщикова Алиса, Сыдыков Азамат, Галактионов Никита.